# هیچ‌کس ۲
هیچ‌کس ۲ (به انگلیسی: Nobody 2) یک فیلم جاده‌ای و کمدی اکشن آمریکایی محصول سال ۲۰۲۵ به کارگردانی تیمو تیاهانتو و نویسندگی دریک کولستاد، آرون رابین، باب ادنکیرک و امیر آلیم با بازی باب ادنکیرک، کانی نیلسن، کریستوفر لوید و شارون استون است. همچنین این فیلم به عنوان دنباله‌ای بر هیچ‌کس (۲۰۲۱) عمل می‌کند.
فیلم «هیچ‌کس ۲» در ۱۵ اوت ۲۰۲۵ توسط یونیورسال پیکچرز در ایالات متحده اکران شد و نقدهای مثبتی از منتقدان دریافت کرد.

## خلاصه داستان
هاچ منسل، (قاتل سابق) معتاد به کار، خانواده‌اش را به تعطیلاتی که به شدت به آن نیاز دارند، در شهر کوچک توریستی پلامرویل می‌برد. اما خیلی زود خود را در تیررس یک مدیر فاسد پارک تفریحی، یک کلانتر مشکوک و یک جنایتکار تشنه خون می‌بیند…

## ساخت
فیلمبرداری در ۶ اوت ۲۰۲۴ در وینیپگ، منیتوبا آغاز شد، و در ۲۶ سپتامبر به پایان رسید.

## بازخوردها
- در وب‌سایت جمع‌آوری نقد و بررسی راتن تومیتوز، دارای ۸۲٪ تائیدیه براساس رای ۱۰۰ نقد منتقدان است.
- در متاکریتیک که از میانگین وزنی استفاده می‌کند، بر اساس نظر ۳۰ منتقد، امتیاز ۵۹ از ۱۰۰ را به این فیلم اختصاص داده است که نشان‌دهنده نقدهای «مختلط یا متوسط» است.